# Dasineura verrucosa
Dasineura verrucosa är en tvåvingeart som först beskrevs av Guercio 1918.  Dasineura verrucosa ingår i släktet Dasineura och familjen gallmyggor.
Artens utbredningsområde är Eritrea. Inga underarter finns listade i Catalogue of Life.